# Moby
Richard Melville Hall (n. 11 septembrie 1965, New York), cunoscut după numele de scenă Moby, este un muzician, DJ, cantautor și fotograf american. El este bine-cunoscut pentru muzica sa electronică, stilul de viață vegan și apărarea drepturilor animalelor. Moby a vândut peste 20 de milioane de albume în lumea întreagă.AllMusic îl consideră drept "una din cele mai importante figuri din muzica dance a anilor '90, ajutând stilul să ajungă până la mainstream atât în UK cât și în America". Moby este de asemenea și numele trupei sale.
Numele de Moby este luat de la celebra carte Moby Dick a scriitorului american Herman Melville. Moby susține că se înrudește cu Herman, alegându-și pseudonimul ca un tribut adus acestuia.

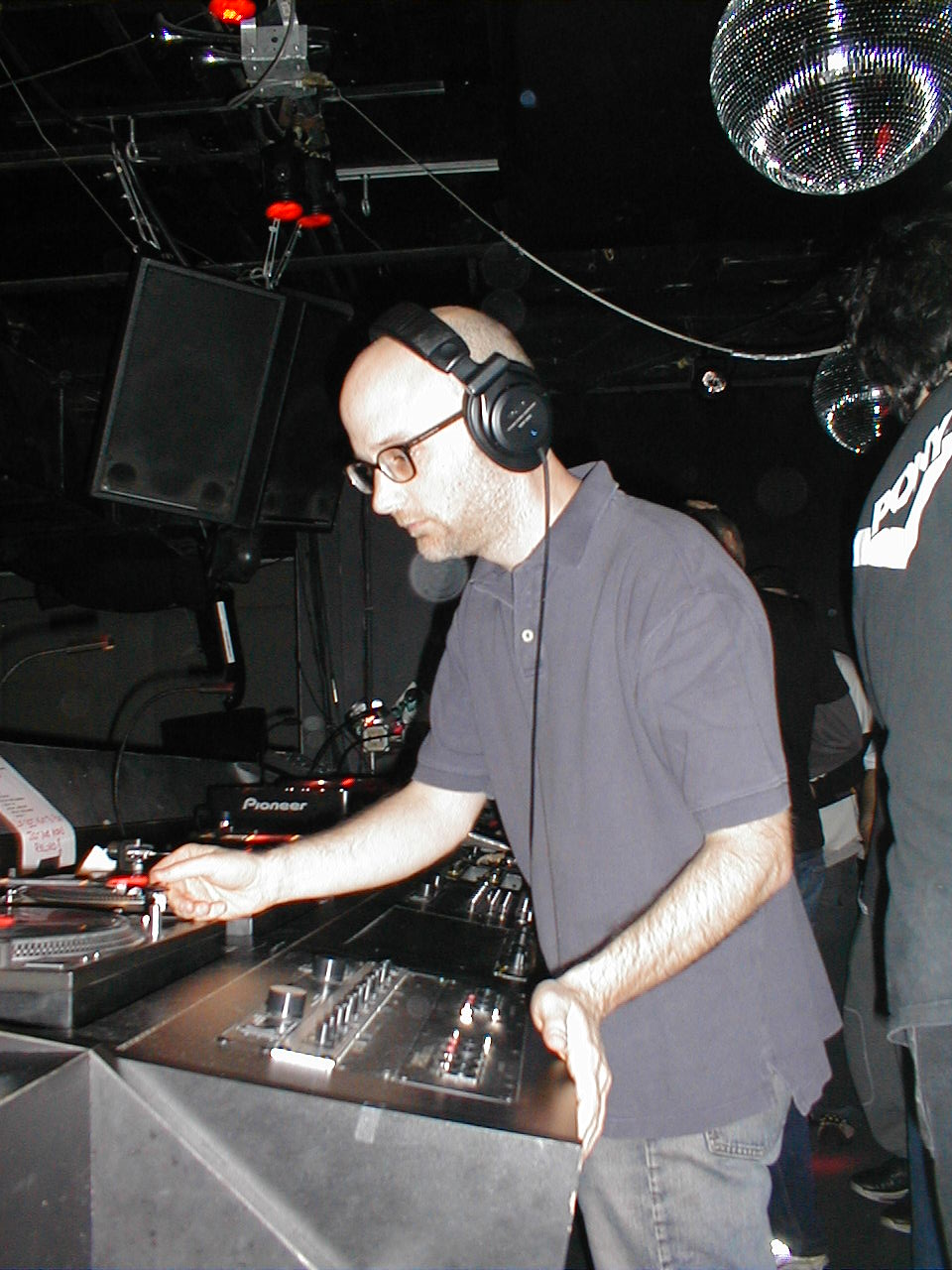
Moby

A început ca un DJ care produce muzică house/rave, după care a scos albumul "Play", care a ajuns în mai multe topuri de specialitate. Deși se încadra tot în muzica electronica, albumul era cu totul și cu totul diferit de primele lui experiențe muzicale fiindcă, spre deosebire de house-ul primelor lui piese, stilul ultimelor bate mai mult înspre trip hop.
După o vreme, Moby s-a reprofilat pe pop/rock, caracter muzical care predomină și pe albumul "Hotel" (2005). 
Recent, Moby s-a implicat într-un proiect aerospațial, în urma căruia speră să devină primul cântăreț care va ajunge în spațiu.

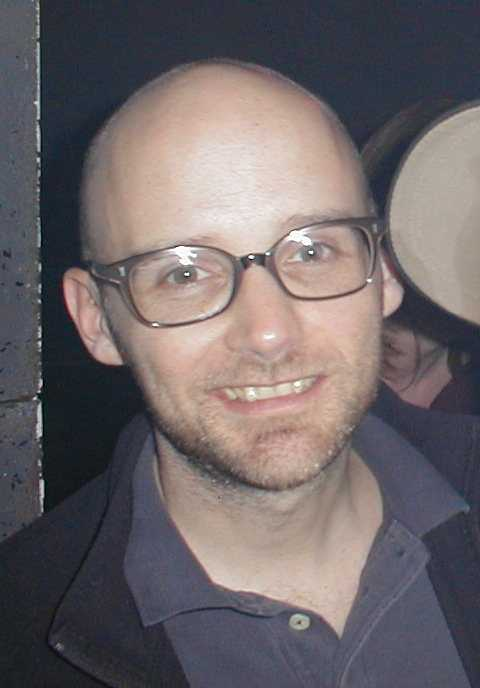
Moby

## Discografie
Albume de studio
- Moby (1992)
- Ambient (1993)
- Everything Is Wrong (1995)
- Animal Rights (1996)
- Play (1999)
- 18 (2002)
- Hotel (2005)
- Last Night (2008)
- Wait for Me (2009)
- Destroyed (2011)
- Innocents (2013)
- Long Ambients 1: Calm. Sleep. (2016)
- These Systems Are Failing (2016)
- More Fast Songs About the Apocalypse (2017)
- Everything Was Beautiful, and Nothing Hurt (2018)
- Long Ambients 2 (2019)
- All Visible Objects (2020)
- Live Ambients – Improvised Recordings Vol. 1 (2020)
- Reprise (2021)
- Ambient 23 (2023)
- Resound NYC (2023)
- Always Centered at Night (2024)

Videografie
- Play: The DVD (2001)
- 18 B Sides + DVD (2003)
- Earthlings (2005)
- The Hotel Tour 2005 (2006)
- Go: The Very Best of Moby (2006)
- Go: A Film About Moby (2006)
- The Awakening: An introduction to The Interconnectedness of Life (2014) [8]
- What's in Your Fridge? (2014) [9]

## Lucrări publicate
- „Porcelain” [10]

## Premii
| An   | Premiu                      | Categorie                             | Lucrare       | Rezultate    |
| ---- | --------------------------- | ------------------------------------- | ------------- | ------------ |
| 2000 | VH1/Vogue Fashion Awards    | Visionary Video                       |               | Câștigat     |
| 2000 | MTV Video Music Awards      | Best Male Video                       |               | Nominalizare |
| 2000 | Premiul Grammy              | Best Alternative Music Performance    | Play          | Nominalizare |
| 2000 | Premiul Grammy              | Best Rock Instrumental Performance    | Bodyrock      | Nominalizare |
| 2000 | MTV Europe Music            | Best Video                            | Natural Blues | Câștigat     |
| 2000 | MTV Europe Music            | Best Album                            | Play          | Nominalizare |
| 2000 | MTV Europe Music            | Best Dance                            |               | Nominalizare |
| 2000 | BRIT Awards                 | Best International Male               |               | Nominalizare |
| 2001 | MTV Video Music Awards      | Best Male Video                       |               | Câștigat     |
| 2001 | Premiul Grammy              | Best Dance Recording                  | Natural Blues | Nominalizare |
| 2001 | NRJ Music Awards            | International Male Artist of the Year |               | Câștigat     |
| 2001 | NRJ Music Awards            | International Album of the Year       | Play          | Nominalizare |
| 2001 | IFPI Platinum Europe Awards | Album Title                           | Play          | Câștigat     |
| 2001 | NME Awards                  | Best Live                             |               | Câștigat     |
| 2001 | My VH1 Music Awards         | Best Male                             |               | Nominalizare |
| 2001 | My VH1 Music Awards         | Best Collaboration                    | South Side    | Nominalizare |
| 2001 | My VH1 Music Awards         | Favorite Video                        | South Side    | Nominalizare |
| 2002 | Q Awards                    | Best Producer                         |               | Câștigat     |
| 2002 | MTV Video Music Awards      | Best Cinematography                   |               | Câștigat     |
| 2002 | IFPI Platinum Europe Awards | Album Title                           | Play          | Câștigat     |
| 2002 | BMI Pop Songs Awards        | Pop Songs                             | South Side    | Câștigat     |
| 2002 | BMI Film & TV Awards        | Certificate of Achievement            |               | Câștigat     |
| 2002 | Premiul Grammy              | Best Music Video, Long Form           | Play          | Nominalizare |
| 2002 | MTV Europe Music            | Web Awards                            |               | Câștigat     |
| 2002 | MTV Europe Music            | Best Dance                            |               | Nominalizare |
| 2002 | Billboard Music Awards      | Electronic Artist of the Year         |               | Câștigat     |
| 2002 | Billboard Music Awards      | Electronic Album of the Year          | 18            | Câștigat     |
| 2003 | Premiul Grammy              | Best Pop Instrumental Performance     | 18            | Nominalizare |
| 2003 | MTV Europe Music            | Best Dance                            |               | Nominalizare |
| 2003 | IFPI Platinum Europe Awards | Album Title                           | 18            | Câștigat     |
| 2003 | BRIT Awards                 | Best International Male               |               | Nominalizare |
| 2003 | MTV Asia Awards             | Best Male                             |               | Nominalizare |
| 2005 | MTV Europe Music            | Best Male                             |               | Nominalizare |
| 2009 | Premiul Grammy              | Best Electronic/Dance Album           | Last Night    | Nominalizare |